# Tanaecia watsoni
Tanaecia watsoni är en fjärilsart som beskrevs av Butler 1901. Tanaecia watsoni ingår i släktet Tanaecia och familjen praktfjärilar. Inga underarter finns listade i Catalogue of Life.